# Зуево (Гдовский район)
Зуево — деревня в Гдовском районе Псковской области России. Входит в состав Добручинской волости Гдовского района.

## География
Расположена в 3 км от правого берега реки Плюсса, в 24 км к северо-востоку от Гдова и в 18 км к юго-востоку от волостного центра, деревни Добручи, и в 1 км к востоке от деревни Зуевец.

## Население
Численность населения деревни на 2000 год составляла 9 человек, по переписи 2002 года — 5 человек.

## История
До 1 января 2006 года деревня входила в состав ныне упразднённой Вейнской волости.